# Nowshar
Nowshar (em persa: نوشر, romanizada como Noshar) é uma aldeia do distrito rural de Dehshal, situada no distrito central de Astaneh-ye Ashrafiyeh, na província de Gilan, no Irã. No censo de 2006, sua população era de 111, em 32 famílias.